# Universal City (Teksas)
Universal City – miasto w Stanach Zjednoczonych, w stanie Teksas, w hrabstwach Bexar i Guadalupe, na przedmieściach San Antonio.

## Demografia
Według przeprowadzonego przez United States Census Bureau spisu powszechnego w 2010 miasto liczyło 18 530 mieszkańców, co oznacza wzrost o 24,8% w porównaniu do roku 2000. Natomiast skład etniczny w mieście wyglądał następująco: Biali 75,4%, Afroamerykanie 10,1%, Azjaci 2,9%, pozostali 11,6%. Kobiety stanowiły 51,8% populacji.